# Englische Cricket-Nationalmannschaft in Indien in der Saison 2016/17
Die Tour der englischen Cricket-Nationalmannschaft nach Indien in der Saison 2016/17 fand vom 9. November 2016 bis zum 1. Februar 2017 statt. Die internationale Cricket-Tour war Bestandteil der Internationalen Cricket-Saison 2016/17 und umfasste fünf Tests, drei ODIs und drei Twenty20s. Indien gewann die Test-Serie 4–0 und die ODI- und Twenty20-Serie jeweils 2–1.

## Vorgeschichte
Indien spielte zuvor eine Tour gegen Neuseeland, England in Bangladesch. Das letzte Aufeinandertreffen der beiden Mannschaften bei einer Tour fand in der Saison 2014 in England statt.

## Stadien
Die folgenden Stadien wurden für die Tour als Austragungsort vorgesehen und am 9. Juni 2016 bekanntgegeben.
| Stadion                                | Stadt         | Kapazität | Spiele  |
| -------------------------------------- | ------------- | --------- | ------- |
| M. Chinnaswamy Stadium                 | Bangaluru     | 42.000    | 3. T20  |
| M. A. Chidambaram Stadium              | Chennai       | 46.000    | 5. Test |
| Barabati Stadium                       | Cuttack       | 45.000    | 2. ODI  |
| Eden Gardens                           | Kolkata       | 82.000    | 3. ODI  |
| Green Park Stadium                     | Kanpur        | 33.000    | 1. T20  |
| Wankhede Stadium                       | Mumbai        | 33.000    | 4. Test |
| Punjab Cricket Association Stadium     | Mohali        | 35.000    | 3. Test |
| Vidarbha Cricket Association Stadium   | Nagpur        | 45.000    | 2. T20  |
| Subrata Roy Sahara Stadium             | Pune          | 42.000    | 1. ODI  |
| Saurashtra Cricket Association Stadium | Rajkot        | 28.000    | 1. Test |
| ACA-VDCA Cricket Stadium               | Visakhapatnam | 30.000    | 2. Test |

## Kaderlisten
Die Kader werden kurz vor der Tour bekanntgegeben.
| Test | Test | ODI | ODI | Twenty20 | Twenty20 |
| Indien | England | Indien | England | Indien | England |
| --- | --- | --- | --- | --- | --- |
| - Virat Kohli (K) - Ajinkya Rahane (VK) - Ravichandran Ashwin - Gautam Gambhir - Ravindra Jadeja - Bhuvneshwar Kumar - Amit Mishra - Karun Nair - Manish Pandey - Hardik Pandya - Parthiv Patel (wk) - Cheteshwar Pujara - KL Rahul - Wriddhiman Saha (wk) - Mohammed Shami - Ishant Sharma - Shardul Thakur - Murali Vijay - Jayant Yadav - Umesh Yadav | - Alastair Cook (K) - Joe Root (VK) - Moeen Ali - James Anderson - Zafar Ansari - Jonny Bairstow (wk) - Jake Ball - Gary Ballance - Gareth Batty - Stuart Broad - Jos Buttler (wk) - Liam Dawson - Ben Duckett - Steven Finn - Haseeb Hameed - Keaton Jennings - Adil Rashid - Ben Stokes - Chris Woakes | - Virat Kohli (K) - Ravichandran Ashwin - Jasprit Bumrah - Shikhar Dhawan - MS Dhoni (wk) - Ravindra Jadeja - Kedar Jadhav - Bhuvneshwar Kumar - Amit Mishra - Manish Pandey - Hardik Pandya - Ajinkya Rahane - KL Rahul - Yuvraj Singh - Umesh Yadav | - Eoin Morgan (K) - Jos Buttler (VK, wk) - Moeen Ali - Jonny Bairstow (wk) - Jake Ball - Sam Billings - Liam Dawson - Alex Hales - Liam Plunkett - Adil Rashid - Joe Root - Jason Roy - Ben Stokes - David Willey - Chris Woakes | - Virat Kohli (K) - Ravichandran Ashwin - Jasprit Bumrah - Yuzvendra Chahal - MS Dhoni (wk) - Ravindra Jadeja - Bhuvneshwar Kumar - Amit Mishra - Ashish Nehra - Manish Pandey - Hardik Pandya - Rishabh Pant (wk) - KL Rahul - Suresh Raina - Parvez Rasool - Mandeep Singh - Yuvraj Singh | - Eoin Morgan (K) - Moeen Ali - Jonny Bairstow - Jake Ball - Sam Billings - Jos Buttler (wk) - Liam Dawson - Alex Hales - Chris Jordan - Tymal Mills - Liam Plunkett - Adil Rashid - Joe Root - Jason Roy - Ben Stokes - David Willey |

## Tests

### Erster Test in Rajkot
| 9. – 13. November Scorecard | Rajkot | England 537 (159.3) & 260-3d (75.3) | – | Indien 488 (162) & 172-6 (52.3) |
|                             |        | Remis                               |   |                                 |

### Zweiter Test in Visakhapatnam
| 17. – 21. November Scorecard | Visakhapatnam | Indien 455 (129.4) & 204 (63.1) | – | England 255 (102.5) & 158 (97.3) |
|                              |               | Indien gewinnt mit 246 Runs     |   |                                  |

### Dritter Test in Mohali
| 26. – 30. November Scorecard | Mohali | England 283 (93.5) & 236 (90.2) | – | Indien 417 (138.2) & 104-2 (20.2) |
|                              |        | Indien gewinnt mit 8 Wickets    |   |                                   |

### Vierter Test in Mumbai
| 8. – 12. Dezember Scorecard | Mumbai | England 400 (130.1) & 195 (55.3)             | – | Indien 631 (182.3) |
|                             |        | Indien gewinnt mit einem Innings und 36 Runs |   |                    |

### Fünfter Test in Chennai
| 16. – 20. Dezember Scorecard | Chennai | England 477 (157.2) & 207 (88)               | – | Indien 759-7d (190.4) |
|                              |         | Indien gewinnt mit einem Innings und 75 Runs |   |                       |

## One-Day Internationals

### Erstes ODI in Pune
| 15. Januar Scorecard | Pune | England 350-7 (50)           | – | Indien 356-7 (48.1) |
|                      |      | Indien gewinnt mit 3 Wickets |   |                     |

### Zweites ODI in Cuttack
| 19. Januar Scorecard | Cuttack | Indien 381-6 (50)          | – | England 366-8 (50) |
|                      |         | Indien gewinnt mit 15 Runs |   |                    |

### Drittes ODI in Kolkata
| 22. Januar Scorecard | Kolkata | England 321-8 (50)         | – | Indien 316-9 (50) |
|                      |         | England gewinnt mit 5 Runs |   |                   |

## Twenty20 Internationals

### Erstes Twenty20 in Kanpur
| 26. Januar Scorecard | Kanpur | Indien 147-7 (20)             | – | England 148-3 (18.1) |
|                      |        | England gewinnt mit 7 Wickets |   |                      |

### Zweites Twenty20 in Nagpur
| 29. Januar Scorecard | Nagpur | Indien 144-8 (20)         | – | England 139-6 (20) |
|                      |        | Indien gewinnt mit 5 Runs |   |                    |

### Drittes Twenty20 in Bangalore
| 1. Februar Scorecard | Bangaluru | Indien 202-6 (20)          | – | England 127 (16.3) |
|                      |           | Indien gewinnt mit 75 Runs |   |                    |